# Tripura Upajati Juba Samiti
La Tripura Upajati Juba Samiti (Tripura Tribal Youth Association) fou una organització política de l'estat de Tripura formada per tribals.

## Història
Segons la crònica real de Tripura 184 reis van governar el país. El penúltim rei va ser Bir Bikram que va morir el 17 de maig de 1947 succeint-lo el seu fill menor d'edat Kirit Bikram Kishore de 15 anys. Com a resultat de la partició de l'Índia, en aquest moment milers de bengalís no musulmans es van desplaçar cap a Tripura. Agents hindús van propagar el rumor que entre els emigrants hi havia molts musulmans que pretenien deposar el rei menor d'edat i incorporar Tripura al Pakistan. La regent, Maharani Kanchanprabha, va acceptar la remor com a cert i va fugir del país amb el rei cap a Delhi, demanant ajuda contra els conspiradors. La regent va signar la "Tripura Merger agreement" que incorporava el país a l'Índia (9 de setembre de 1949) i l'annexió es va culminar el 15 d'octubre de 1949. Els partits a Tripura van passar en endavant a estar dominats per emigrants hindús sobretot bengalís, fins que es va fundar el Tripura Upajati Juba Samiti (TUJS) dirigit per líders nacionals, el 1967.
El predomini dels bengalís va provocar la revolta de les tribus des de finals dels anys seixanta. El gener de 1972 Tripura va ser convertit en estat i el 1976 la llei de restauració de les terres alienades va ser aprovada preveient la devolució als tribals tripures de terres ocupades il·legalment pels emigrants des de 1969. En 1979 el grup Tripura Sena es va separar del TUJS i va iniciar la lluita armada, a la que després es van afegir altres grups.
El Front d'Esquerres, on predomina el PCI-M, va vèncer en les eleccions de Tripura de 1977, formant govern; va renovar la seva majoria en les dues eleccions següents, però no va aconseguir majoria a les de l'any 1988. El país estava en estat d'agitació i s'hi va establir el toc de queda. El 1991 el governant Partit Comunista de l'Índia Marxista (PCI-M) va perdre el poder davant d'una coalició entre el Partit del Congrés i el TUJS que van formar nou govern. El 17 de febrer de 1992 el TUJS va trencar la seva aliança i, dos dies després, el primer ministre Sudhir Ranjan Majumdar va dimitir i va recomanar la dissolució de l'assemblea de l'Estat. No obstant això l'aliança es va refer amb un nou líder del Congrés a Tripura (Samir Ranjan Burman) al capdavant del govern; però la situació es va agreujar amb nous moviments, passant a la lluita armada.
El 11 març 1993 Tripura va ser posada sota administració presidencial directa. El partit d'oposició, el Partit Comunista de l'Índia Marxista va tornar al poder el 6 d'abril de 1993 (va obtenir 44 escons d'un total de 60, obtenint 10 el congrés i un el TUJS). El líder comunista Dasrarath Deb, d'origen tribal, es va convertir en nou ministre cap (18 d'abril de 1993) sent el primer tribal que arribava al càrrec.
El 22 de setembre de 1996 el TUJS, el Tripura National Volunteers (TNV), el Tripura Hill Peoples Party (THPP) i la Tripura Tribal National Conference (una facció escindida del TUJS) van crear un comitè d'acció conjunta per obtenir un estat autònom per al poble indígena. El 9 de juliol de 1997 el Tripura Hill Peoples Party, que formava part de la coalició d'Esquerres al govern, es va separar de la coalició i es va unir al Tripura Tribal National Council (TTNC), un grup al seu torn separat de TUJS. El nou partit unit es va anomenar Indigenous People's Front of Tripura (IPFT). Les noves eleccions de 1998 van donar el triomf al PCI-M-Front d'Esquerres que va obtenir 60 escons amb 41 pel PCI-M. Manik Sarkar del PCI-M va formar govern.
Els partits legals d'origen Tripuri (TUJS, TNV i la Hill Organisations 'Alliance HOA) es decantaven en favor dels insurgents mentre els partits estatals estaven en contra. El TUJS es va aliar al Bharatiya Janata per governar l'estat, però mentre el primer propugnava l'establiment d'una zona autònoma tribal dins de Tripura i la retirada de les tropes índies, el segon s'hi oposava. La meitat dels pobles tribals van ser cremats per les forces estatals que protegien als emigrants bengalís del seu mateix origen i trenta mil tribals van quedar sense llar, tot amb el tàcit consentiment del ministre cap de l'estat Manik Sarkar que no va prendre cap mesura punitiva i tot va atorgar recompenses als participants en la repressió. El 5 de maig del 2000 el Indigenous People's Front of Tripura IPFT va obtenir majoria absoluta en les eleccions de les àrees autònomes tribals de l'Estat (13 escons, per 9 per al front d'Esquerres dels quals 7 del PCI-M, 1 del PCI i 1 del Forward Bloc). 
L'11 de juny del 2000 el TNV es va fusionar al IPFT i a la Tripura Tribal Students Federation (primer afiliada al TUJS però últimament a l'IPFT). El National Liberation Front of Twipra NLFT va pressionar al TUJS per unir-se al IPFT però el TUJS va preferir el seu status de partit frontissa aliat a algun dels grans partits. Finalment el 2002 el TUJS (sota pressió del NLFT) es va fusionar al IPFT i el partit unificat va adoptar la forma jurídica de continuador del TUJS pero va canviar el seu nom a Indigenous Nationalist Party of Twipra.

## Bandera
La bandera del TUJS era blanca sobre verd. L'emblema electoral i del partit eren les dues fulles. El nou partit va conservar l'emblema electoral però va modificar la bandera.